# Geraldo Azevedo

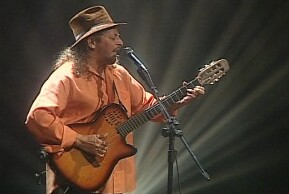
Geraldo Azevedo

Geraldo Azevedo (* 11. Januar 1945 als Geraldo Azevedo de Amorim in Petrolina, Pernambuco, Brasilien) ist ein brasilianischer Singer-Songwriter in den Stilen Música Popular Brasileira (MPB), Folk-Rock, Folk, Blues und Forró des Nordostens. Als Instrumentalist spielt er Akustik- und Elektrogitarre.

## Biographie
Geraldo Azevedo lernte autodidaktisch Gitarrespielen. Er zog nach Recife und später nach Rio de Janeiro, um in verschiedenen Bands zu spielen.
Geraldo Azevedo veröffentlichte in seiner Musikkarriere viele Alben und arbeitete dabei mit anderen international bekannten Künstlern zusammen: Alceu Valença, Elba Ramalho, Zé Ramalho u. a.

## Diskografie
- Quadrafônico (1972) (mit Alceu Valença)
- Geraldo Azevedo (1977)
- Bicho-de-sete-cabeças (1979)
- Inclinações musicais (1981)
- For all para todos (1982)
- Tempo tempero (1983)
- Cantoria I (1984)
- A luz do solo (1985)
- De outra maneira (1986)
- Cantoria II (1988)
- Eterno presente (1988)
- Bossa tropical (1989)
- Berekekê (1991)
- Ao vivo comigo (1994, BR: Gold)[1]
- Futuramérica (1996)
- O grande encontro 1 (1996, BR: ×3Dreifachplatin )
- O grande encontro 2 (1997, BR: Gold)
- Raízes e frutos (1998)
- O grande encontro 3 (2000, BR: Gold)
- Hoje amanhã (2000)
- O Brasil existe em mim (2007)
- Uma Geral do Azevedo (2009)
- Salve São Francisco (2011)
- Assunção de Maria e Geraldo Azevedo (2011, BR: Gold)